# Sésostris II
Pour les articles homonymes, voir Sésostris.
Sésostris II (-1897 / -1878) est le 4e souverain de la XIIe dynastie égyptienne. Il est le fils d'Amenemhat II, avec qui il est corégent pendant 2 ou 3 ans. On ne connaît pas le nom de sa mère.

## Généalogie

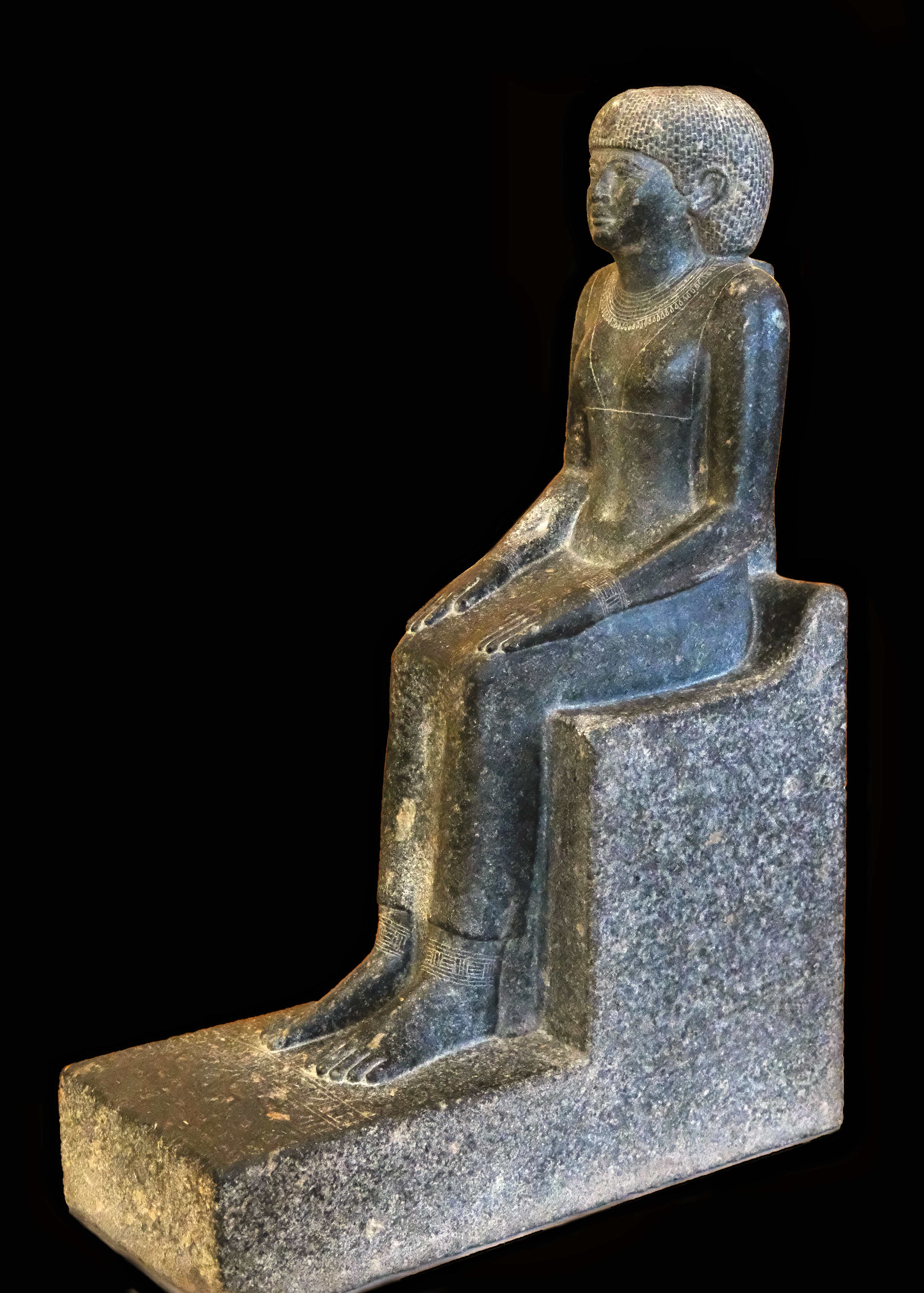
La reine Khénémet-néfer-hedjet Ire dite Oueret, femme de Sésostris II et mère de Sésostris III (musée du Louvre, E32564).

Le père de Sésostris II est son prédécesseur, Amenemhat II. Le nom de sa mère est inconnu, mais on considère généralement que Sénet est une épouse d'Amenemhat II et la mère de Sésostris II.
Sésostris II a au moins deux épouses, qui sont également ses sœurs ou demi-sœurs : Khénémet-néfer-hedjet Ire, dite Oueret et mère du futur Sésostris III, et Néféret II. Cinq enfants lui sont attestés :
- deux fils : le futur Sésostris III (fils de la reine Khénémet-néfer-hedjet Ire), et Senousert-Seneb ;
- trois filles : Itakait III, Sathathoriounet et Néféret III.

## Règne

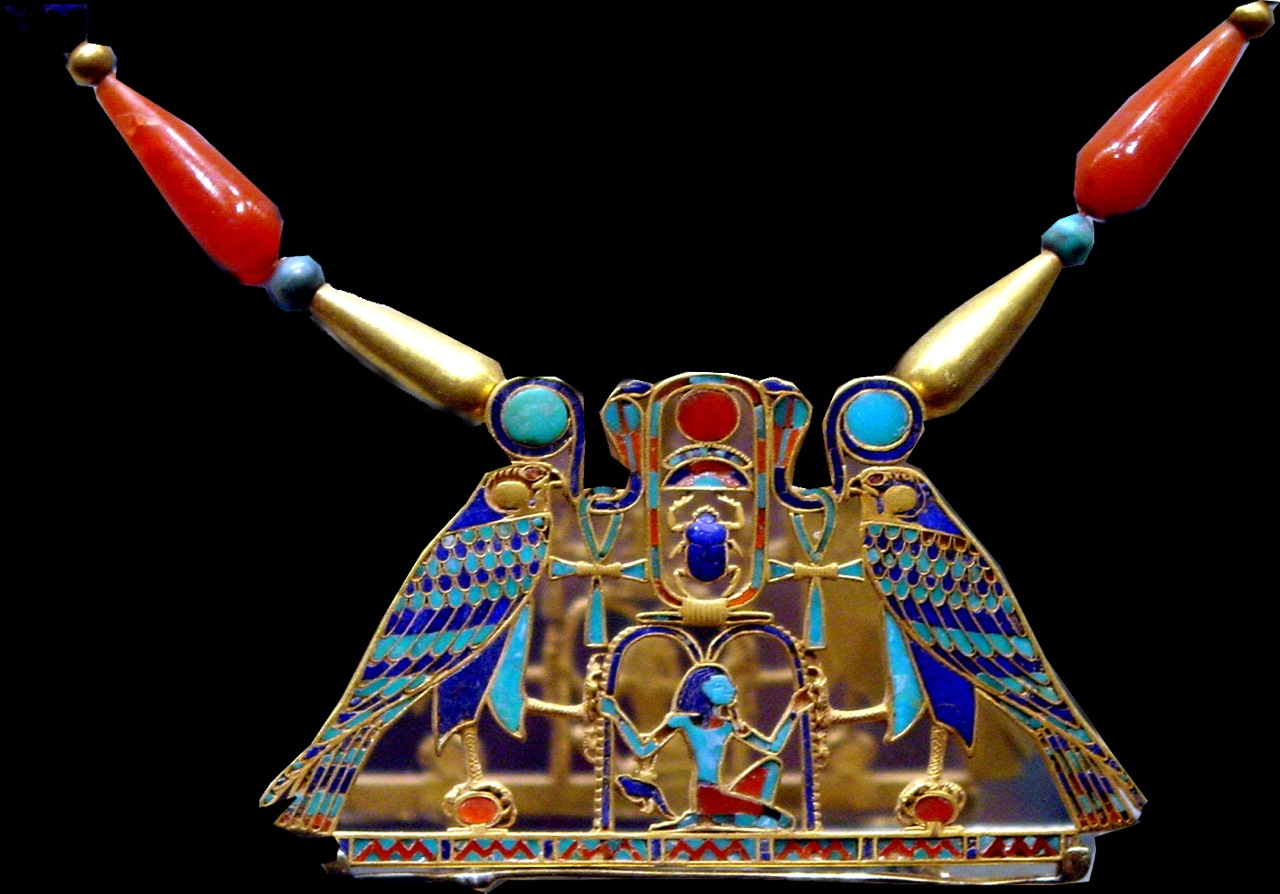
Pectoral au nom de Sésostris II

### Accession au trône
Amenemhat II et son successeur Sésostris II partagent une brève corégence, la seule incontestée de tout le Moyen Empire. Contrairement à la plupart des monuments à double date, la stèle de Hapou de Konosso indique explicitement que ces deux rois ont régné ensemble pendant un certain temps et que l'année 3 du règne de Sésostris II équivaut à l'année 35 du règne d'Amenemhat II. L'année 35 d'Amenemhat II indiquée sur la stèle de Hapou est également la plus haute date connue pour lui.

### Longueur de règne
La durée des règnes de Sésostris II et de Sésostris III est l'une des principales interrogations actuelles concernant la chronologie de la XIIe dynastie. Le Canon royal de Turin semble attribuer un règne de dix-neuf ans à Sésostris II et de trente ans à Sésostris III. Cette vision traditionnelle a été remise en question en 1972 par l'égyptologue américain William Kelly Simpson, qui a observé que la dernière année de règne attestée de Sésostris II était sa 7e, et celle de Sésostris III sa 19e.
Kim Ryholt suggère que les noms figurant sur le Canon ont été mal arrangés. Il propose deux durées de règne possibles pour Sésostris II : dix ans et un peu plus, ou dix-neuf ans. L'égyptologue Thomas Schneider cite l'article de Mark C. Stone, publié dans le Göttinger Miszellen en 1997, qui détermine que la plus haute année de règne enregistrée pour Sésostris II était sa 8e, d'après la stèle du Caire JE 59485.
D'autres universitaires préfèrent lui attribuer seulement dix ans de règne, et accordent plutôt le règne de dix-neuf ans à Sésostris III. D'autres encore, comme Jürgen von Beckerath ou Frank Yurco, maintiennent le point de vue traditionnel d'un règne de dix-neuf ans pour Sésostris II, étant donné le niveau d'activité entrepris par le roi pendant son règne. Yurco note que la réduction de la durée du règne de Sésostris II pose des difficultés, car « ce pharaon a construit une pyramide complète à El-Lahoun, avec un temple funéraire en granit massif et un ensemble de bâtiments. De tels projets ont pris, de manière optimale, de quinze à vingt ans pour être achevés, même avec des briques de terre cuite utilisés dans les pyramides du Moyen Empire ».
Le problème de la durée du règne de Sésostris II n'est pas encor résolu. De nombreux égyptologues préfèrent aujourd'hui lui attribuer un règne de neuf ou dix ans, uniquement en raison de l'absence de dates attestées pour lui au-delà de sa 8e année de règne. Cependant le jour et le mois de la mort de Sésostris II pourraient être déterminés. Selon Jürgen von Beckerath, les documents du temple d'El-Lahoun, la ville pyramidale de Sésostris II, mentionnent souvent la fête de « l'aller-retour au ciel » qui pourrait être la date de la mort de ce souverain. Ces documents indiquent que cette fête a eu lieu le 14e jour du 4e mois de Peret,.

### Activité en Égypte

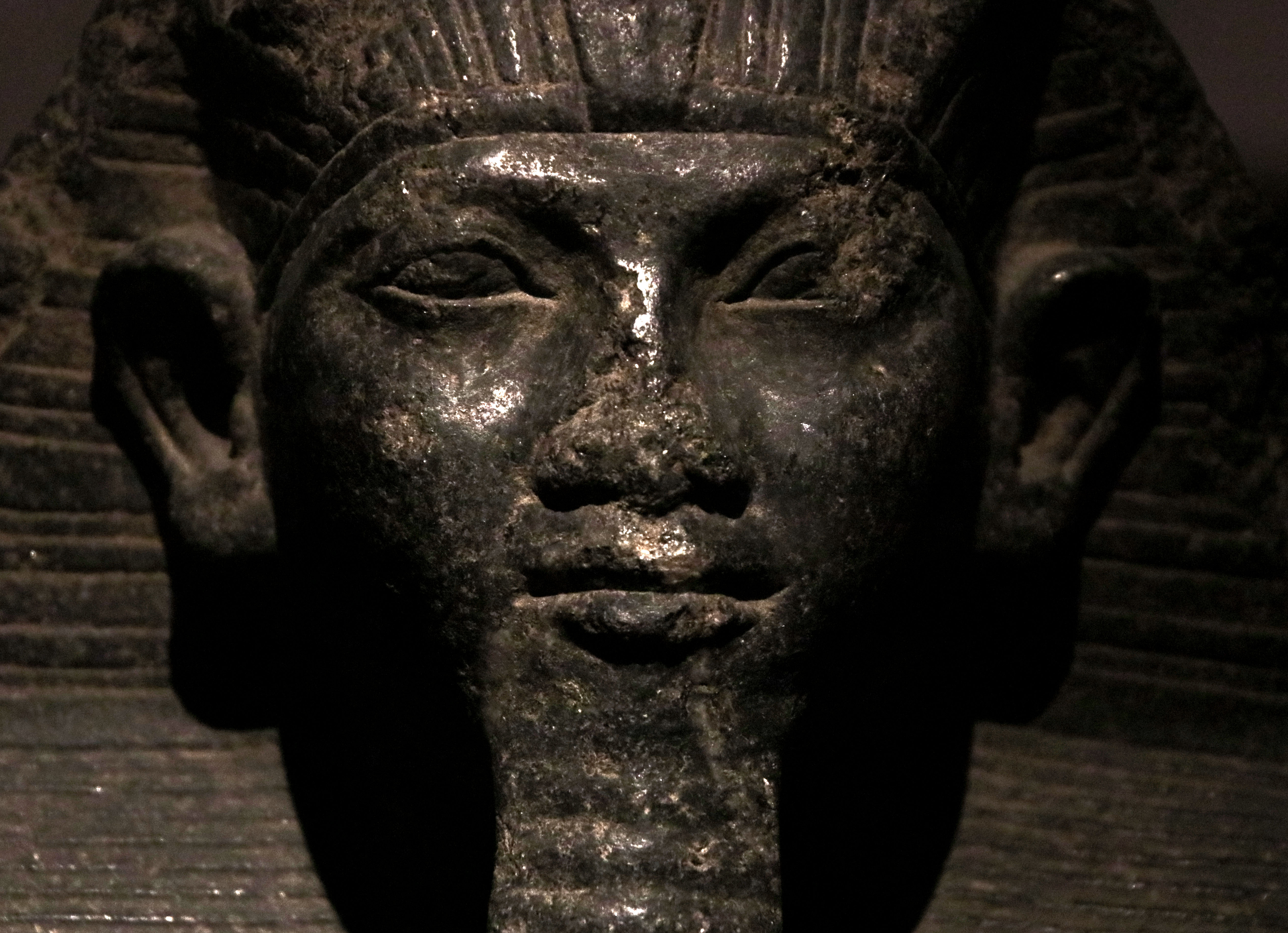
Tête de statue de Sésostris II provenant de Karnak

L'oasis du Fayoum est une région de la Moyenne-Égypte habitée depuis plus de 8 000 ans. Pendant le Moyen Empire, elle devient un centre important. Tout au long de cette période, les dirigeants entreprennent des projets de développement faisant du Fayoum un centre agricole, religieux et de villégiature. L'oasis était située à 80 km au sud-ouest de Memphis et offrait des terres arables autour du lac Moéris, une étendue d'eau naturelle.
Sésostris II poursuit un projet commencé par Amenemhat II d'exploitation des ressources naturelles de la région marécageuse pour la chasse et la pêche. Le projet sera poursuivi par ses successeurs et s'achèvera sous le règne de son petit-fils Amenemhat III. Pour le mettre en œuvre, Sésostris II développe un système d'irrigation avec une digue et un réseau de canaux qui siphonnent l'eau du lac Moéris,. Les terres récupérées sont ensuite cultivées, doublant la superficie des terres cultivables de la région, selon Miroslav Verner.
Le culte du dieu crocodile Sobek est très répandu à l'époque. À Qasr el-Saghah, un temple anépigraphe lui est parfois attribué, parfois à Sésostris III.

### Activité hors d'Égypte

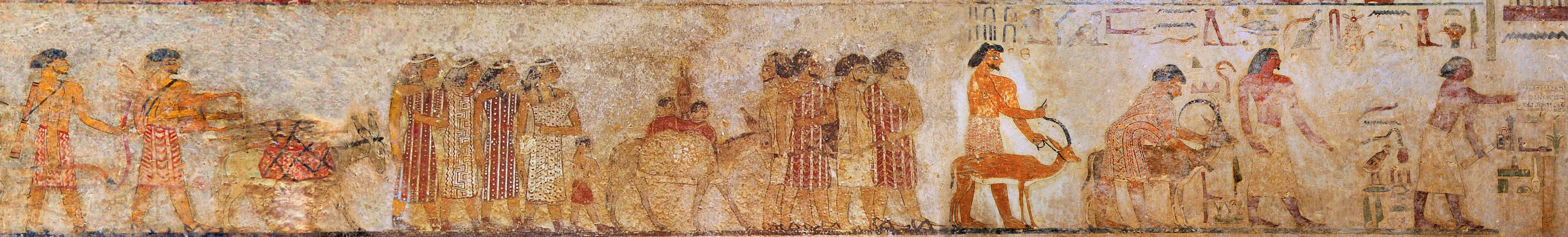
Procession des Âamou - Tombe de Khnoumhotep II à Beni Hassan

Le règne de Sésostris II inaugure une période de paix et de prospérité, sans campagnes militaires enregistrées (seule une inspection des fortifications de Nubie est faite en l'an 3) et avec la prolifération du commerce entre l'Égypte et le Proche-Orient. Il envoie des expéditions dans les carrières du Sinaï et au Ouadi el-Houdi.
À peu près à la même époque, des groupes d'étrangers d'Asie occidentale visitant le roi avec des cadeaux sont enregistrés, comme dans les peintures funéraires du fonctionnaire Khnoumhotep II qui a également servi sous Sésostris III. Ces étrangers, peut-être des Cananéens ou des Bédouins, sont appelés Âamou (ˁȝmw), y compris le chef accompagné d'une bouquetin de Nubie et nommé Abisha le Hyksôs (ḥḳȝ-ḫȝsw.t, Heqa-kasout pour « Hyksôs »), la première occurrence connue du nom « Hyksôs» .

### Succession
Les preuves sérieuses d'une corégence entre Sésostris II et son fils Sésostris III manquent à l'appel. Murnane identifie la seule preuve à un scarabée sur lequel sont inscrits les noms des deux rois. Mais l'association peut s'expliquer comme le fait d'une datation rétroactive, où la dernière année de règne de Sésostris II est absorbée par la première année de règne de Sésostris III. Les preuves contemporaines du Canon royal de Turin donnent à Sésostris II une durée de règne de dix-neuf ans et quelques mois. Une inscription dédicatoire célébrant la reprise des rituels commencés par Sésostris II et III, et un papyrus avec des entrées identifiant la dix-neuvième année de Sésostris II et la première de Sésostris III, ne sont pas des preuves et n'impliquent pas une corégence. Murnane soutient que s'il y a eu une corégence, elle n'a pas duré plus de quelques mois.

## Sépulture

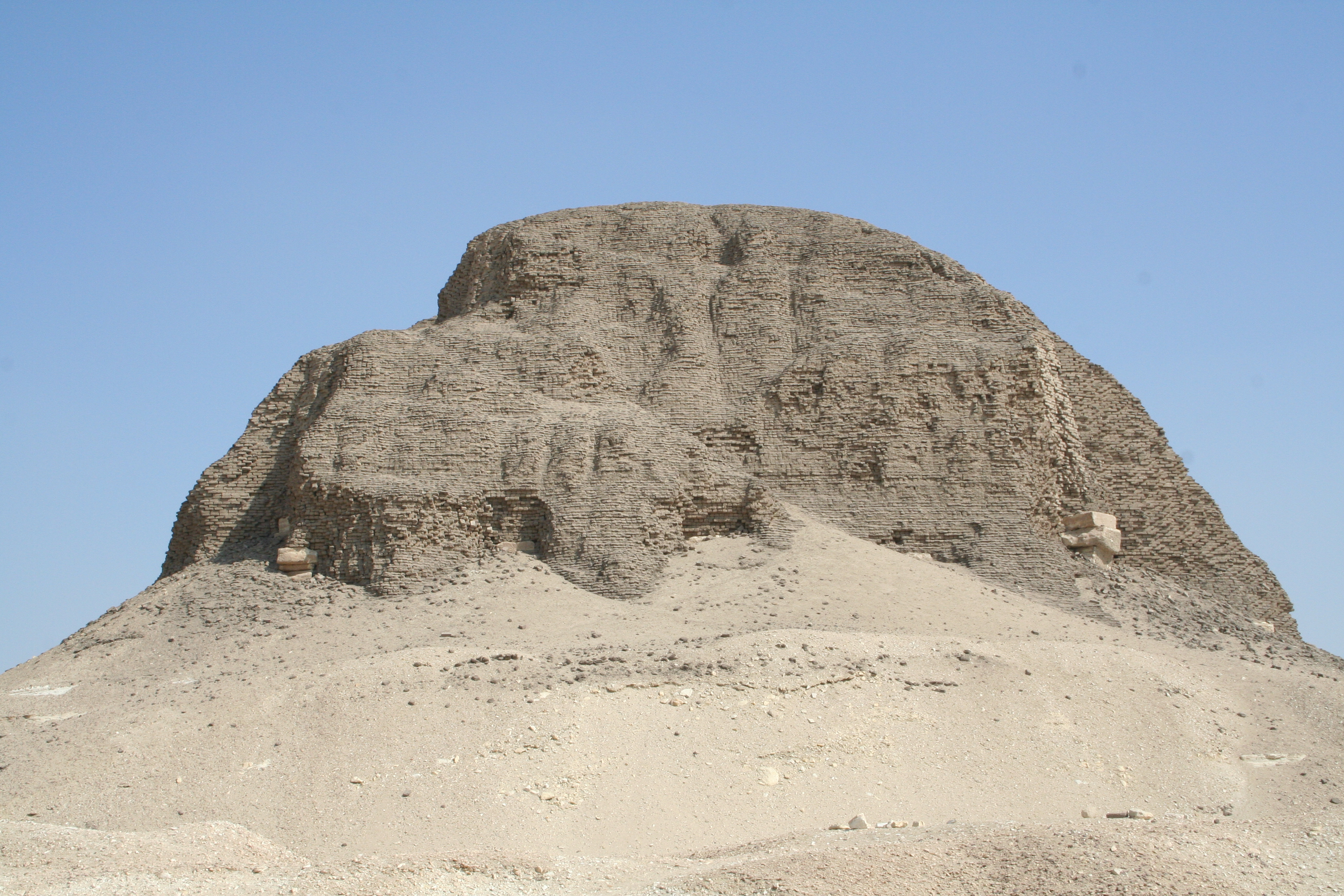
Pyramide de Sésostris II

Sésostris II construit son complexe pyramidal à El-Lahoun, à l'entrée de la dépression du Fayoum. Sa pyramide est très endommagée et laisse entrevoir la colline rocheuse sur laquelle elle est élevée. Elle se composait d'une structure massive en briques, construite autour d'un noyau rocheux et soutenue par d'imposants murs de calcaire. Cette pyramide a une base de 107 m de côté et une hauteur de 48,7 m. S'inspirant des complexes pyramidaux de l'Ancien Empire pour les éléments annexes, la pyramide fut pour la première fois dotée d'une entrée camouflée et située ailleurs que sur la face nord du monument, afin de rendre la tâche impossible aux pilleurs. L'égyptologue William Matthew Flinders Petrie a découvert au XIXe siècle un trésor composé de nombreux bijoux et de poteries dans une galerie souterraine proche de la pyramide.